# Brien Cobcroft
Brien William Baxter Cobcroft (Sídney, 11 de octubre de 1934-Quirindi, 11 de julio de 2010) fue un jinete australiano que compitió en la modalidad de concurso completo. Participó en dos Juegos Olímpicos de Verano en los años 1964 y 1968, obteniendo una medalla de bronce en México 1968 en la prueba por equipos.

## Palmarés internacional
| Juegos Olímpicos | Juegos Olímpicos          | Juegos Olímpicos  | Juegos Olímpicos |
| Año              | Lugar                     | Medalla           | Categoría        |
| ---------------- | ------------------------- | ----------------- | ---------------- |
| 1968             | Ciudad de México (México) | Medalla de bronce | Por equipos      |